# TT Assen 1969
De TT van Assen 1969 was de vijfde Grand Prix van het wereldkampioenschap wegrace-seizoen 1969. De races werden verreden op zaterdag 28 juni 1969 op het Circuit van Drenthe vlak bij Assen. Alle klassen kwamen aan de start.

## Algemeen
De Asser TT werd verreden met mooi weer en trok 125.000 toeschouwers, die in de 125cc-klasse (Cees van Dongen) en in de 50cc-klasse (de teams van Jamathi en Van Veen) hoopten op een Nederlandse overwinning. Dat kwam niet uit, misschien omdat Cees van Dongen moest vaststellen dat de jury meer geloof hechtte aan een bericht in de De Telegraaf dan aan zijn huisarts. Van Dongen moest in het ziekenhuis van Assen bewijs halen dat hij fit was en dat kostte hem de start in de 50cc-race. 

## 500cc-klasse
In Assen stonden Alan Barnett (Métisse-Matchless) en Billie Nelson (Paton) naast Giacomo Agostini op de eerste startrij, maar Peter Williams was met zijn Matchless als eerste weg vanaf de tweede startrij. Op de Bedeldijk ging Agostini hem al voorbij, maar Williams wist hem nog redelijk te volgen. Percy Tait (Triumph) was toen derde. Karl Hoppe had aan de 350cc-race een pijnlijke schouder overgehouden en zette zijn Métisse-URS viercilinder na twee ronden aan de kant. Tait moest even later stoppen met een lekkende benzinetank, waardoor Alan Barnett de derde plaats kon overnemen. Achter Agostini, Williams en Barnett, die in deze volgorde finishten, waren er nog vele duels, die meestal beslist werden door het uitvallen van coureurs.
| Pos | Coureur          | Merk                    | Tijd      | Punten |
| --- | ---------------- | ----------------------- | --------- | ------ |
| 1   | Giacomo Agostini | MV Agusta               | 1:04"29'0 | 15     |
| 2   | Peter Williams   | Matchless               | +2"35'9   | 12     |
| 3   | Alan Barnett     | Kirby-Métisse-Matchless | +2"47'1   | 10     |
| 4   | Gilberto Milani  | Aermacchi               | +1 ronde  | 8      |
| 5   | Jack Findlay     | Aermacchi               | +1 ronde  | 6      |
| 6   | Gyula Marsovszky | LinTo                   | +1 ronde  | 5      |
| 7   | Godfrey Nash     | Norton                  | +1 ronde  | 4      |
| 8   | Ron Chandler     | Seeley-Matchless        | +1 ronde  | 3      |
| 9   | Billie Nelson    | Paton                   | +1 ronde  | 2      |
| 10  | Karl Auer        | Matchless               | +1 ronde  | 1      |
| 11  | Keith Turner     | LinTo                   | +1 ronde  |        |
| 12  | Bohumil Staša    | ČZ                      | +1 ronde  |        |
| 13  | Dan Shorey       | Seeley-Matchless        | +1 ronde  |        |
| 14  | Tom Dickie       | Kuhn-Seeley-Matchless   | +1 ronde  |        |
| 15  | Walter Scheimann | Norton                  | +1 ronde  |        |
| 16  | Rob Fitton       | Norton                  | +1 ronde  |        |
| 17  | Henk Kist        | Honda                   | +2 ronden |        |
| 18  | Paul Smart       | Seeley-Matchless        | +2 ronden |        |
| 19  | Terry Dennehy    | Honda                   | +2 ronden |        |
| 20  | Mike van Aken    | Bultaco                 | +3 ronden |        |

| Coureur            | Merk          | Oorzaak       |
| ------------------ | ------------- | ------------- |
| John Dodds         | LinTo         |               |
| Terry Dennehy      | Drixton-Honda |               |
| Karl Hoppe         | Métisse-URS   | Opgave        |
| André-Luc Appietto | Paton         |               |
| Percy Tait         | Triumph       | Lekkende tank |
| Steve Ellis        | LinTo         |               |
| Alberto Pagani     | LinTo         | Koppeling     |
| Silvano Bertarelli | Paton         |               |
| Theo Louwes        | Norton        | Motor         |

| Coureur             | Merk              | Oorzaak |
| ------------------- | ----------------- | ------- |
| Werner Bergold      | Matchless         |         |
| Wolfgang Stropek    | MV Agusta         |         |
| Kel Carruthers      | Aermacchi         |         |
| Ross Hannan         | Norton            |         |
| Gilbert Argo        | Matchless         |         |
| Günter Fischer      | Matchless         |         |
| Paul Eickelberg     | Norton            |         |
| Hannu Kuparinen     | Matchless         |         |
| Osmo Hansen         | Matchless         |         |
| Pentti Lehtelä      | Matchless         |         |
| Alan Lawton         | Norton            |         |
| Barry Scully        | Norton            |         |
| Brian Steenson      | Seeley-Matchless  |         |
| Derek Woodman       | Seeley-Matchless  |         |
| John Trevor Findlay | Norton            |         |
| John Williams       | Métisse-Matchless |         |
| Lewis Young         | Matchless         |         |
| Malcolm Uphill      | Norton            |         |
| Maurice Hawthorne   | Matchless         |         |
| Peter Darvil        | Norton            |         |
| Phil O'Brien        | Matchless         |         |
| Selwyn Griffiths    | Matchless         |         |
| Steve Jolly         | Seeley-Matchless  |         |
| Steve Spencer       | Métisse-Matchless |         |
| Angelo Bergamonti   | Paton             |         |
| Emanuele Maugliani  | Norton            |         |
| Franco Trabalzini   | Paton             |         |
| Paolo Campanelli    | Seeley-Matchless  |         |
| Ginger Molloy       | Bultaco           |         |
| Jack Lindh          | Seeley-Matchless  |         |
| Endel Kiisa         | Vostok            |         |

### Top tien tussenstand 500cc-klasse
| Pos | Coureur           | Merk                    | Ptn |
| --- | ----------------- | ----------------------- | --- |
| 1   | Giacomo Agostini  | MV Agusta               | 75  |
| 2   | Gyula Marsovszky  | LinTo                   | 23  |
| 3   | Alan Barnett      | Kirby-Métisse-Matchless | 22  |
| 4   | Godfrey Nash      | Norton                  | 18  |
| 5   | Jack Findlay      | LinTo                   | 16  |
| 6   | Billie Nelson     | Paton                   | 14  |
| 7   | Angelo Bergamonti | Paton                   | 12  |
| 7   | Karl Hoppe        | Métisse-URS             | 12  |
| 7   | Gilberto Milani   | Aermacchi               | 12  |
| 7   | Peter Williams    | Matchless               | 12  |

## 350cc-klasse
Renzo Pasolini startte niet in de 350cc-race in Assen. Dat was een tegenvaller, want men verwachtte dat hij als enige weerstand had kunnen bieden tegen Giacomo Agostini. Dat gebeurde dus niet, maar er kwam wel tegenstand van Bill Ivy en - onverwacht - van Rodney Gould met zijn productieracer. Ivy kwam enkele keren langs de pit met drie vingers in de lucht om aan te duiden dat zijn machine op drie cilinders liep, maar ook Ago kreeg een enkele keer problemen met zijn MV Agusta, waardoor er toch nog iets van spanning was. Die verdween grotendeels toen Gould het zekere voor het onzekere nam en op heelhouden ging rijden. De stand veranderde dus niet meer: Ago won, Ivy werd tweede en Gould derde. In de weken na de TT van Assen maakte Benelli bekend dat de 350cc-viercilinder voorlopig niet meer ingezet zou worden. 

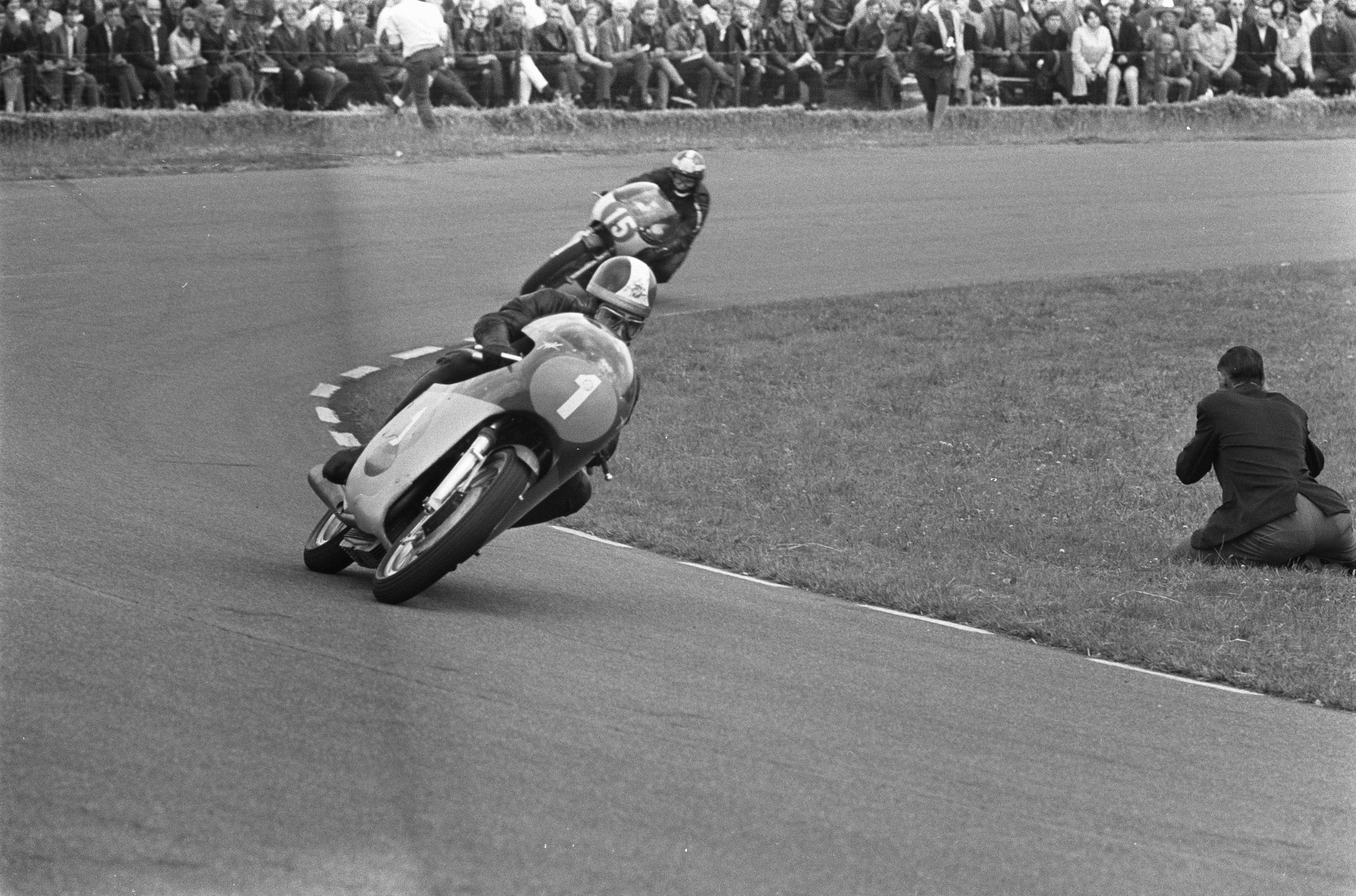
Giacomo Agostini voor Rodney Gould in de 350cc-race.

| Pos | Coureur             | Merk      | Tijd      | Punten |
| --- | ------------------- | --------- | --------- | ------ |
| 1   | Giacomo Agostini    | MV Agusta | 1:04"23'0 | 15     |
| 2   | Bill Ivy            | Jawa      | +51'3     | 12     |
| 3   | Silvio Grassetti    | Yamaha    | +2"50'0   | 10     |
| 4   | Karl Hoppe          | Yamaha    | +3"29'8   | 8      |
| 5   | Jack Findlay        | Yamaha    | +1 ronde  | 6      |
| 6   | Giuseppe Visenzi    | Yamaha    | +1 ronde  | 5      |
| 7   | Kel Carruthers      | Aermacchi | +1 ronde  | 4      |
| 8   | Cliff Carr          | Yamaha    | +1 ronde  | 3      |
| 9   | Jan Kostwinder      | Yamaha    | +1 ronde  | 2      |
| 10  | Leo Commu           | Yamaha    | +1 ronde  | 1      |
| 11  | Jim Curry           | Aermacchi | +1 ronde  |        |
| 12  | Billie Nelson       | Aermacchi | +1 ronde  |        |
| 13  | Terry Grotefeld     | Yamaha    | +1 ronde  |        |
| 14  | Adolf Ohligschläger | Yamaha    | +1 ronde  |        |

| Coureur           | Merk              | Oorzaak |
| ----------------- | ----------------- | ------- |
| František Šťastný | Jawa              | Opgave  |
| Rodney Gould      | Yamaha            |         |
| Theo Louwes       | Drixton-Aermacchi | Motor   |

| Coureur      | Merk | Oorzaak  |
| ------------ | ---- | -------- |
| Heinz Rosner | MZ   | Blessure |

| Coureur             | Merk              |
| ------------------- | ----------------- |
| Brian Smith         | Aermacchi         |
| Herbert Denzler     | Aermacchi         |
| Ivar Sauter         | Aermacchi         |
| Bohumil Staša       | ČZ                |
| Karel Bojer         | ČZ                |
| Günter Fischer      | Aermacchi         |
| Walter Scheimann    | Yamaha            |
| Hannu Kuparinen     | Yamaha            |
| Martti Pesonen      | Yamaha            |
| Bill Smith          | Honda             |
| Billie Guthrie      | Yamaha            |
| Billie McCosh       | Aermacchi         |
| Brian Steenson      | Aermacchi         |
| Cecil Crawford      | Aermacchi         |
| Dave Degens         | Aermacchi         |
| Dave Simmonds       | Kawasaki          |
| Godfrey Nash        | Norton            |
| Jerry Lancaster     | Drixton-Aermacchi |
| John Trevor Findlay | Norton            |
| Lewis Young         | Aermacchi         |
| Maurice Hawthorne   | Métisse-Aermacchi |
| Mike Hatherill      | Aermacchi         |
| Phil Read           | Yamaha            |
| Rob Fitton          | Norton            |
| Roy Graham          | Aermacchi         |
| Selwyn Griffiths    | AJS               |
| Tom Dickie          | Seeley-AJS        |
| Tommy Robb          | Aermacchi         |
| Tony Rutter         | Yamaha            |
| János Drapál        | Aermacchi         |
| Bruno Spaggiari     | Ducati            |
| Gilberto Milani     | Aermacchi         |
| Silvano Bertarelli  | Aermacchi         |
| Ginger Molloy       | Bultaco           |
| Gordon Keith        | Yamaha            |
| Marty Lunde         | Yamaha            |

### Top tien tussenstand 350cc-klasse
| Pos | Coureur           | Merk       | Ptn |
| --- | ----------------- | ---------- | --- |
| 1   | Giacomo Agostini  | MV Agusta  | 60  |
| 2   | Jack Findlay      | Yamaha     | 30  |
| 3   | Bill Ivy          | Jawa       | 24  |
| 4   | Kel Carruthers    | Aermacchi  | 21  |
| 4   | Giuseppe Visenzi  | Yamaha     | 21  |
| 6   | Brian Steenson    | Aermacchi  | 12  |
| 7   | František Šťastný | Jawa       | 10  |
| 7   | Silvio Grassetti  | Yamaha     | 10  |
| 9   | Ginger Molloy     | Bultaco    | 8   |
| 9   | Tom Dickie        | Seeley-AJS | 8   |
| 9   | Karl Hoppe        | Yamaha     | 8   |

## 250cc-klasse
In Assen trainde Rodney Gould als snelste met zijn Daytona-Yamaha. Hij was zelfs drie volle seconden sneller dan Renzo Pasolini, die weliswaar genezen maar nog niet echt fit leek te zijn. Gould was ook vier seconden sneller dan Santiago Herrero (met de nieuwe watergekoelde versie van de Ossa) en zes seconden sneller dan Kel Carruthers die ondanks de terugkeer van Pasolini bij Benelli bleef. In de race startte Herrero toch maar met de luchtgekoelde Ossa. Zijn teamgenoot Carlos Giro bewees zijn gelijk: hij moest met de nieuwe machine al na een paar ronden de pit in. Na de start schoot Dieter Braun met zijn MZ RE 250 als snelste weg maar Rodney Gould nam de leiding over. Hij werd lange tijd achtervolgd door de Benelli's van Pasolini en Carruthers. Pasolini maakte zich los en verkleinde de afstand tot Gould en in de zevende ronde ging hij hem voorbij. In de achtste ronde ging ook Carruthers Gould voorbij en daarop maakte die laatste een pitstop om zijn bougies te laten vervangen. Daardoor kon Herrero hem ook voorbij gaan maar meer plaatsen verloor Gould niet: omdat zijn Yamaha nu weer prima liep kon hij de vierde plaats vasthouden.
| Pos | Coureur               | Merk            | Tijd      | Punten |
| --- | --------------------- | --------------- | --------- | ------ |
| 1   | Renzo Pasolini        | Benelli         | 56"36'3   | 15     |
| 2   | Kel Carruthers        | Benelli         | +17'6     | 12     |
| 3   | Santiago Herrero      | Ossa            | +26'2     | 10     |
| 4   | Rodney Gould          | Yamaha          | +1"20'0   | 8      |
| 5   | Silvio Grassetti      | Yamaha          | +1"55'0   | 6      |
| 6   | Dieter Braun          | MZ              | +2"20'9   | 5      |
| 7   | Kent Andersson        | Yamaha          | +2"43'0   | 4      |
| 8   | Börje Jansson         | Kawasaki-Yamaha | +3"26'0   | 3      |
| 9   | John Ringwood         | Yamaha          | +1 ronde  | 2      |
| 10  | Christian Ravel       | Yamaha          | +1 ronde  | 1      |
| 11  | Giuseppe Visenzi      | Yamaha          | +1 ronde  |        |
| 12  | Martti Pesonen        | Yamaha          | +1 ronde  |        |
| 13  | Lothar John           | Yamaha          | +1 ronde  |        |
| 14  | Lous van Rijswijk jr. | Yamaha          | +1 ronde  |        |
| 15  | Leo Commu             | Yamaha          | +1 ronde  |        |
| 16  | Terry Grotefeld       | Yamaha          | +1 ronde  |        |
| 17  | Gyula Marsovszky      | Bultaco         | +1 ronde  |        |
| 18  | František Šťastný     | Jawa            | +1 ronde  |        |
| 19  | Toni Gruber           | Yamaha          | +1 ronde  |        |
| 20  | Bob Coulter           | Bultaco         | +2 ronden |        |

| Coureur      | Merk | Oorzaak   |
| ------------ | ---- | --------- |
| Carlos Giró  | Ossa | Vastloper |
| László Szabó | MZ   | Val       |

| Coureur      | Merk | Oorzaak  |
| ------------ | ---- | -------- |
| Heinz Rosner | MZ   | Blessure |

| Coureur           | Merk            |
| ----------------- | --------------- |
| Heinz Kriwanek    | Suzuki          |
| Eric Hinton       | Yamaha          |
| Jack Findlay      | Yamaha          |
| Frank Perris      | Suzuki          |
| Karel Bojer       | ČZ              |
| Günter Bartusch   | MZ              |
| Klaus Huber       | Yamaha          |
| Reinhard Scholtis | Kawasaki        |
| Siegfried Lohmann | Suzuki          |
| Matti Salonen     | Yamaha          |
| Pentti Korhonen   | Yamaha          |
| Teuvo Länsivuori  | Yamaha          |
| Jean Auréal       | Yamaha          |
| Billie Guthrie    | Yamaha          |
| Billie Nelson     | Yamaha          |
| Chas Mortimer     | Yamaha          |
| Dave Simmonds     | Kawasaki        |
| Derek Chatterton  | Yamaha          |
| Dick Pipes        | Yamaha          |
| Frank Whiteway    | Suzuki          |
| Ian Richards      | Yamaha          |
| Jerry Lancaster   | Yamaha          |
| Mick Chatterton   | Yamaha          |
| Phil Read         | Benelli         |
| Ray McCullough    | Yamaha          |
| Stan Woods        | Yamaha          |
| Tony Rutter       | Yamaha          |
| Angelo Bergamonti | Aermacchi       |
| Eugenio Lazzarini | Benelli         |
| Gilberto Parlotti | Benelli         |
| Walter Villa      | Villa / Benelli |
| Keith Turner      | Aermacchi       |
| Gordon Keith      | Yamaha          |

### Top tien tussenstand 250cc-klasse

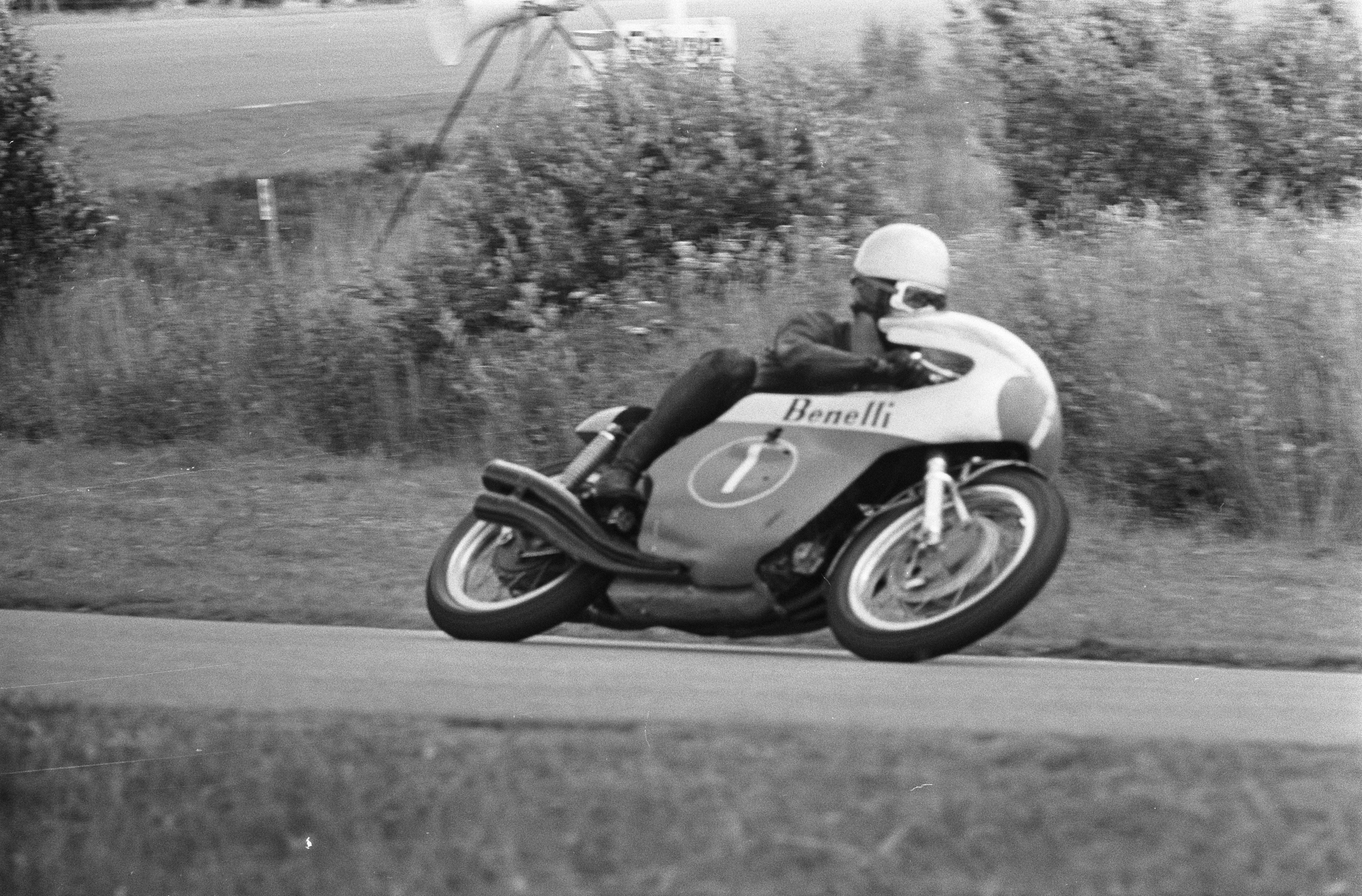
Renzo Pasolini

| Pos | Coureur           | Merk            | Ptn |
| --- | ----------------- | --------------- | --- |
| 1   | Santiago Herrero  | Ossa            | 50  |
| 2   | Kent Andersson    | Yamaha          | 41  |
| 3   | Kel Carruthers    | Benelli         | 27  |
| 4   | Frank Perris      | Suzuki          | 25  |
| 5   | Rodney Gould      | Yamaha          | 20  |
| 6   | Renzo Pasolini    | Benelli         | 15  |
| 7   | Börje Jansson     | Kawasaki-Yamaha | 14  |
| 8   | Lothar John       | Yamaha          | 12  |
| 9   | Angelo Bergamonti | Aermacchi       | 11  |
| 10  | Klaus Huber       | Yamaha          | 10  |

## 125cc-klasse
Vóór de TT van Assen ging het gerucht dat MZ met een nieuwe tweecilinder zou starten, nu men de driecilinder voorgoed in de ijskast had gezet. MZ had echter het probleem dat topcoureur Heinz Rosner voorlopig uitgeschakeld was door een gebroken sleutelbeen. Door de ellende die door een Telegraaf-artikel (zie kader) veroorzaakt was, liep Cees van Dongen in Assen woedend door het rennerskwartier. De 50cc-race was hem door de neus geboord, maar ook de benodigde concentratie voor de 125cc-race was ver te zoeken. De 125cc-race verliep al net zo dramatisch. In de laatste ronde moest hij stoppen met een kletsnatte achterband door de weglekkende versnellingsbakolie, en zelfs dat had slimmer gekund: als hij in zijn laatste ronde vóór de streep gestopt was en gewacht had tot winnaar Dave Simmonds finishte, had hij zijn motorfiets als vierde (op één ronde) over de streep kunnen duwen. Met de nieuwe puntentelling had dat toch acht punten opgeleverd. In de trainingen had bijna iedereen problemen: Dave Simmonds moest een aantal keren een blok vervangen, van Dongen monteerde een nieuwe krukas, Kent Andersson reviseerde zijn Yamaha (die sneller was dan zijn Maico) en ook Dieter Braun had de nodige problemen. De enige die zonder kleerscheuren door de training kwam was Heinz Kriwanek met zijn samen met Heinz Lippitsch zelf gelaste frame en standaard Rotax blokje. In de race was er weinig spanning: Een kopgroep van vijf rondde de baan de eerste keer, aangevoerd door van Dongen, maar die werd voor de hoofdtribune gepasseerd door de "scharrige" Rotax-zelfbouw van Kriwanek. Die kreeg meteen de volle rijwind te verwerken en viel dan ook meteen weer terug. Na een paar ronden viel hij uit. Vanaf de tweede ronde begon Dave Simmonds met de Kawasaki van de rest weg te lopen. Bij de finish had hij al een halve ronde voorsprong op Andersson. Silvano Bertarelli (Aermacchi Ala d'Oro 125) wist als derde nog net binnen dezelfde ronde te blijven. Dieter Braun was goed gestart, maar hij viel uit met een gebroken schakelstang. 

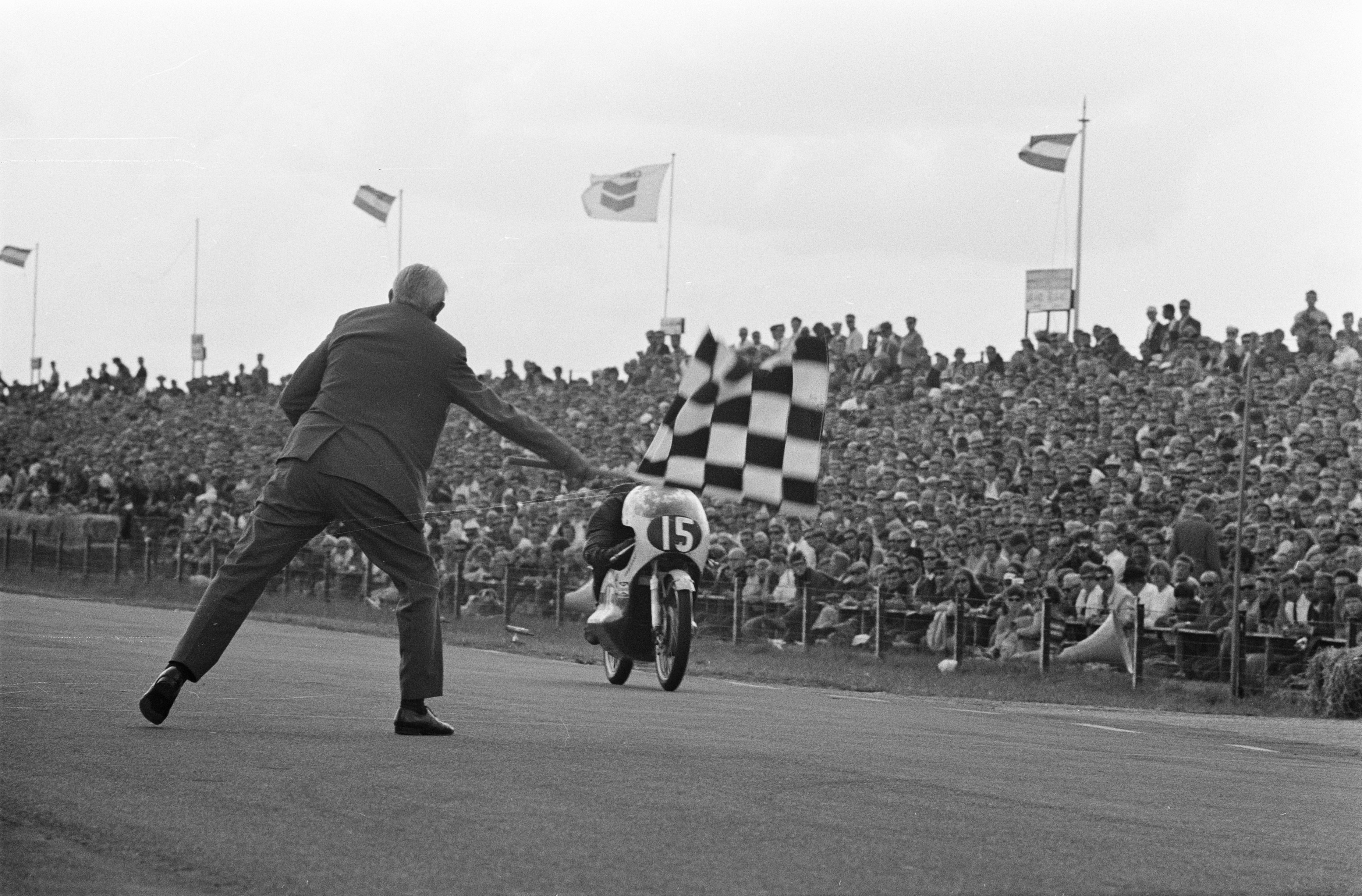
Dave Simmonds wint de 125cc-race.

| Pos | Coureur               | Merk      | Tijd      | Punten |
| --- | --------------------- | --------- | --------- | ------ |
| 1   | Dave Simmonds         | Kawasaki  | 49"15'0   | 15     |
| 2   | Kent Andersson        | Yamaha    | +1"34'1   | 12     |
| 3   | Silvano Bertarelli    | Aermacchi | +2"53'3   | 10     |
| 4   | Ginger Molloy         | Bultaco   | +1 ronde  | 8      |
| 5   | Tommy Robb            | Bultaco   | +1 ronde  | 6      |
| 6   | John Dodds            | Aermacchi | +1 ronde  | 5      |
| 7   | Siegfried Lohmann     | MZ        | +1 ronde  | 4      |
| 8   | Barry Smith           | Derbi     | +1 ronde  | 3      |
| 9   | Jerry Lancaster       | Honda     | +1 ronde  | 2      |
| 10  | Lous van Rijswijk jr. | Yamaha    | +1 ronde  | 1      |
| 11  | Bruno Veigel          | Honda     | +1 ronde  |        |
| 12  | Adolf Ohligschläger   | Yamaha    | +1 ronde  |        |
| 13  | Chas Mortimer         | Villa     | +1 ronde  |        |
| 14  | John Ringwood         | MZ        | +2 ronden |        |

| Coureur    | Merk     | Oorzaak  |
| ---------- | -------- | -------- |
| Wil Hartog | Onbekend | Blessure |

| Coureur         | Merk      | Oorzaak         |
| --------------- | --------- | --------------- |
| Heinz Kriwanek  | Rotax     | Motor           |
| Kel Carruthers  | Aermacchi | Versnellingsbak |
| Dieter Braun    | Suzuki    | Versnellingsbak |
| Walter Villa    | Villa     | Val             |
| Cees van Dongen | Suzuki    | Olielekkage     |
| Jan Huberts     | MZ        | Versnellingsbak |

| Coureur      | Merk | Oorzaak  |
| ------------ | ---- | -------- |
| Heinz Rosner | MZ   | Blessure |

| Coureur               | Merk    |
| --------------------- | ------- |
| Herbert Denzler       | Honda   |
| Jean Campiche         | Honda   |
| Eberhard Mahler       | MZ      |
| Friedhelm Kohlar      | MZ      |
| Günter Bartusch       | MZ      |
| Hartmut Bischoff      | MZ      |
| Thomas Heuschkel      | MZ      |
| Lothar John           | MZ      |
| Walter Scheimann      | Villa   |
| Enrique Escuder       | Bultaco |
| Ramón Galí            | Bultaco |
| Pertti Leinonen       | Honda   |
| Seppo Kangasniemi     | MZ      |
| Daniel Crivello       | Maico   |
| Jacques Roca          | Derbi   |
| Jean Auréal           | Yamaha  |
| Jean-François Chaffin | Villa   |
| Pierre Viura          | Maico   |
| Bob Coulter           | Bultaco |
| Carl Ward             | Honda   |
| Charles Garner        | Bultaco |
| Gary Dickinson        | Honda   |
| Jim Curry             | Honda   |
| John Kiddie           | Honda   |
| John Shacklady        | Bultaco |
| Steve Murray          | Honda   |
| Tom Loughridge        | Bultaco |
| János Reisz           | MZ      |
| László Szabó          | MZ      |
| Francesco Villa       | Villa   |
| Giuseppe Mandolini    | Villa   |
| Jean-Louis Pasquier   | Bultaco |
| Ryszard Mankiewicz    | MZ      |
| Börje Jansson         | Maico   |
| Bosse Granath         | MZ      |

### Top tien tussenstand 125cc-klasse
| Pos | Coureur            | Merk           | Ptn |
| --- | ------------------ | -------------- | --- |
| 1   | Dave Simmonds      | Kawasaki       | 57  |
| 2   | Kent Andersson     | Maico / Yamaha | 24  |
| 3   | Ginger Molloy      | Bultaco        | 22  |
| 4   | Kel Carruthers     | Aermacchi      | 18  |
| 5   | Jean Auréal        | Yamaha         | 15  |
| 5   | Cees van Dongen    | Suzuki         | 15  |
| 7   | Dieter Braun       | Suzuki         | 12  |
| 8   | Heinz Kriwanek     | Rotax          | 10  |
| 8   | Walter Villa       | Villa          | 10  |
| 8   | Gary Dickinson     | Honda          | 10  |
| 8   | Silvano Bertarelli | Aermacchi      | 10  |

## 50cc-klasse
| Cees van Dongen was ingeschreven voor de 50- en de 125cc-races in de TT van Assen, maar kon niet starten omdat een journalist van De Telegraaf ("onze speciale verslaggever") geruchten over een gebroken pols als waarheid publiceerde. Daarop nam de verzekering van de KNMV geen genoegen met een verklaring van Van Dongen's huisarts: hij moest röntgenfoto's van de pols laten maken in het ziekenhuis van Assen. De medische verklaring kwam te laat om nog in de 50cc-race te kunnen starten. De pols van Van Dongen was weliswaar gekneusd (dat was ook door niemand ontkend), maar niet gebroken en hij zou later gewoon in de 125cc-klasse starten. De Telegraaf meldde ook dit maandag na de race, maar over "onze speciale verslaggever" werd niet meer gesproken. |

Voor de TT van Assen zag het er voor het Nederlandse kamp heel goed uit: de nieuwe, watergekoelde Jamathi was klaar en zou door Paul Lodewijkx bereden worden. (Martin Mijwaart reed op de luchtgekoelde versie) en Van Veen-Kreidler bracht Jan de Vries, Aalt Toersen en Cees van Dongen aan de start. Als Toersen zijn thuisrace zou winnen was hij al bijna niet meer in te halen in de strijd om de wereldtitel. Bovendien had de Kreidler-fabriek nu eindelijk ook iets voor het team gedaan: twee machines waren van een zesversnellingsbak en een droge koppeling voorzien. Zowel de Kreidler als de Jamathi waren erg snel: ze hadden allebei voor het eerst een ronde onder twee minuten op Zandvoort gereden. Ángel Nieto boorde in de trainingen alle hoop de grond in: hij was 7 seconden sneller dan Aalt Toersen. Toersen besloot uiteindelijk op de "oude" vijfversnellings-Kreidler te starten. De nieuwe Jamathi wilde ook niet goed meer lopen, maar Lodewijkx trainde er sneller mee dan Mijwaart met de oude luchtgekoelde machine. Bij de start was Cees van Dongen ondanks een 7e trainingstijd niet van de partij (zie kader). De Kreidlers van Jan de Vries en Aalt Toersen leidden na de eerste ronde, met Nieto er vlak achter. In de tweede ronde nam Nieto de leiding al over, terwijl de Jamathi van Mijwaart al in de eerste ronde gestrand was met een vastloper en die van Lodewijkx slecht op toeren kwam bij de start. Paul Lodewijkx kwam na één ronde als 16e door. Uiteindelijk ging ook Barry Smith de beide Kreidlers voorbij. In de vijfde ronde viel Nieto echter uit, door een gebroken veertje van de onderbreker. Op het moment dat de achtervolgers de gestrande Nieto voorbijgingen passeerde de Vries Smith weer, maar die pakte zijn eerste plaats terug. Smith won de race, de Vries werd tweede en Toersen werd derde. Lodewijkx had intussen een inhaalrace ingezet en finishte als vierde. 
| Pos | Coureur              | Merk              | Tijd     | Punten |
| --- | -------------------- | ----------------- | -------- | ------ |
| 1   | Barry Smith          | Derbi             | 30"53'3  | 15     |
| 2   | Jan de Vries         | Van Veen-Kreidler | +11'0    | 12     |
| 3   | Aalt Toersen         | Van Veen-Kreidler | +26'6    | 10     |
| 4   | Paul Lodewijkx       | Jamathi           | +49'0    | 8      |
| 5   | Rudolf Kunz          | Kreidler          | +1"11'7  | 6      |
| 6   | Jos Schurgers        | Kreidler          | +1"13'8  | 5      |
| 7   | Santiago Herrero     | Derbi             | +1"31'2  | 4      |
| 8   | Gilberto Parlotti    | Tomos             | +1"32'0  | 3      |
| 9   | Ludwig Faßbender     | Kreidler          | +2"11'3  | 2      |
| 10  | Eugenio Lazzarini    | Morbidelli        | +2"22'6  | 1      |
| 11  | Jan Bruins           | Kreidler          | +2"22'9  |        |
| 12  | Teunis Ramaker       | Kreidler          | +2"51'2  |        |
| 13  | Jan Huberts          | Kreidler          | +3"04'7  |        |
| 14  | H. Meyer             | Kreidler          | +3"29'7  |        |
| 15  | Winfried Reinhard    | Reimo             | +3"32'1  |        |
| 16  | Janko-Florijan Štefe | Tomos             | +3"32'8  |        |
| 17  | Adrijan Bernetič     | Tomos             | +4"16'3  |        |
| 18  | Bruno Veigel         | Honda             | +4"16'6  |        |
| 19  | H. van Beek          | Kreidler          | +1 ronde |        |
| 20  | Jean-Louis Pasquier  | Derbi             | +1 ronde |        |
| 21  | Ruud Ijpelaar        | DKW               | +1 ronde |        |

| Coureur         | Merk              | Oorzaak                |
| --------------- | ----------------- | ---------------------- |
| Cees van Dongen | Van Veen-Kreidler | Krantenrel (zie kader) |

| Coureur         | Merk    | Oorzaak    |
| --------------- | ------- | ---------- |
| Ángel Nieto     | Derbi   | Ontsteking |
| Martin Mijwaart | Jamathi | Vastloper  |

| Coureur               | Merk          |
| --------------------- | ------------- |
| Jakob Unterladstätter | KTM           |
| Herbert Denzler       | Kreidler      |
| Gerhard Thurow        | Kreidler      |
| Rudolf Schmälzle      | Kreidler      |
| Juan Bordons          | Derbi         |
| André Millard         | Kreidler      |
| Charly Dubois         | Kreidler      |
| Jacques Roca          | Derbi         |
| Arthur Lawn           | Honda         |
| Barrie Dickinson      | Garelli       |
| Chris Walpole         | Garelli       |
| Fran Redfern          | Honda         |
| Frank Whiteway        | Crooks-Suzuki |
| John Lawley           | Honda         |
| Luke Lawlor           | Derbi         |
| Stuart Aspin          | Meurs-Garelli |
| Franco Ringhini       | Morbidelli    |
| Giovanni Lombardi     | Guazzoni      |
| Luigi Rinaudo         | Tomos         |
| Silvano Bertarelli    | Minarelli     |
| Jan Huberts           | Kreidler      |
| Adrijan Bernetic      | Tomos         |
| Anton Kralj           | Tomos         |

### Top tien tussenstand 50cc-klasse
| Pos | Coureur           | Merk              | Ptn |
| --- | ----------------- | ----------------- | --- |
| 1   | Aalt Toersen      | Van Veen-Kreidler | 50  |
| 2   | Jan de Vries      | Van Veen-Kreidler | 34  |
| 3   | Barry Smith       | Derbi             | 30  |
| 4   | Gilberto Parlotti | Tomos             | 25  |
| 5   | Ángel Nieto       | Derbi             | 24  |
| 6   | Paul Lodewijkx    | Jamathi           | 18  |
| 7   | Rudolf Kunz       | Kreidler          | 12  |
| 8   | Ludwig Faßbender  | Kreidler          | 10  |
| 9   | Winfried Reinhard | Reimo             | 8   |
| 10  | Herbert Denzler   | Kreidler          | 7   |

## Zijspanklasse
Klaus Enders trainde als snelste in Assen, maar moest de eerste startrij delen met Georg Auerbacher en Helmut Fath. Die laatste was als snelste weg, gevolgd door Auerbacher en Siegfried Schauzu, want Enders startte erg slecht en kwam bij "de Bult" als 9e langs. Fath begon elke ronde verder weg te lopen van Auerbacher. Enders probeerde zich naar voren te vechten maar maakte bij de Bult een stuurfout. Hij kon nog wel verder, maar viel uiteindelijk met machinepech uit. Op dat moment waren er nog maar tien combinaties in de race. Fath reed comfortabel voorop, gevolgd door Auerbacher en Tony Wakefield, die echter ook uitviel. Daarna ging het om de 3e/4e plaats tussen Helmut Lünemann/Neil Caddow en Heinz Luthringshauser/Geoff Hughes, die al lange tijd in een mooi gevecht verwikkeld waren. Lünemann wist het in zijn voordeel te beslissen.
| Pos | Coureur               | Bakkenist        | Merk | Tijd     | Punten |
| --- | --------------------- | ---------------- | ---- | -------- | ------ |
| 1   | Helmut Fath           | Wolfgang Kalauch | URS  | 49"59'1  | 15     |
| 2   | Georg Auerbacher      | Hermann Hahn     | BMW  | +41'3    | 12     |
| 3   | Helmut Lünemann       | Neil Caddow      | BMW  | +2"07'4  | 10     |
| 4   | Arsenius Butscher     | Josef Huber      | BMW  | +2"38'7  | 8      |
| 5   | Franz Linnarz         | Rudolf Kühnemund | BMW  | +3"32'5  | 6      |
| 6   | Heinz Luthringshauser | Geoff Hughes     | BMW  | +6"06'9  | 5      |
| 7   | Jean-Claude Castella  | Albert Castella  | BMW  | +1 ronde | 4      |
| 8   | Richard Wegener       | Adi Heinrichs    | BMW  | +1 ronde | 3      |
| 9   | Hermann Oosterloo     | Karel Hermans    | BMW  | +1 ronde | 2      |

| Coureur           | Bakkenist       | Merk          | Oorzaak |
| ----------------- | --------------- | ------------- | ------- |
| Klaus Enders      | Ralf Engelhardt | BMW           | Motor   |
| Siegfried Schauzu | Horst Schneider | Apfelbeck-BMW |         |
| Tony Wakefield    | John Flaxman    | BMW           |         |

| Coureur          | Bakkenist                  | Merk             |
| ---------------- | -------------------------- | ---------------- |
| Hans Hänni       | Kurt Barfuss               | BMW              |
| Max Hauri        | Heinz Hausamann            | BMW              |
| Hermann Binding  | Helmut Fleck               | BMW              |
| Jaakko Palomäki  | Jussi Ahlbäck              | BMW              |
| Kenneth Calenius | Juhani Vesterinen          | BMW              |
| Leif Aurosell    | Jouko Ryhänen              | BMW              |
| André Cailletet  | Jean-Paul Coquic           | BMW              |
| Joseph Duhem     | François Fernandez         | BMW              |
| Bill Copson      | Dane Rowe                  | BMW              |
| Dennis Keen      | Mac Witherspoon            | Triumph          |
| Dick Hawes       | John Mann                  | Seeley-Matchless |
| Graham Milton    | John Thornton              | BMW              |
| Jack Philpott    | Bill Turrington            | Norton           |
| Jeff Gawley      | Frank Knights              | BSA              |
| Mick Potter      | John Fiddaman              | Triumph          |
| Norman Hanks     | Rose Arnold                | BSA              |
| Peter Kielty     | V. Sherriffs               | Triumph          |
| Stuart Applegate | Rob Appleton               | BMW              |
| Tony Harris      | Brian Harris               | Triumph          |
| Ruben Bjarnemark | Marianne Kjellmodin-Hansen | BMW              |

### Top tien tussenstand zijspanklasse
| Pos | Coureur               | Bakkenist        | Merk                | Ptn |
| --- | --------------------- | ---------------- | ------------------- | --- |
| 1   | Helmut Fath           | Wolfgang Kalauch | URS                 | 40  |
| 2   | Franz Linnarz         | Rudolf Kühnemund | BMW                 | 32  |
| 2   | Arsenius Butscher     | Josef Huber      | BMW                 | 32  |
| 4   | Klaus Enders          | Ralf Engelhardt  | BMW                 | 30  |
| 5   | Siegfried Schauzu     | Horst Schneider  | BMW / Apfelbeck-BMW | 25  |
| 6   | Georg Auerbacher      | Hermann Hahn     | BMW                 | 24  |
| 7   | Helmut Lünemann       | Neil Caddow      | BMW                 | 18  |
| 8   | Dick Hawes            | John Mann        | Seeley-Matchless    | 10  |
| 8   | Jean-Claude Castella  | Albert Castella  | BMW                 | 10  |
| 10  | Max Hauri             | Heinz Hausamann  | BMW                 | 5   |
| 10  | Tony Wakefield        | John Flaxman     | BMW                 | 5   |
| 10  | Heinz Luthringshauser | Geoff Hughes     | BMW                 | 5   |

## Trivia

### Dienstplicht
Voor Ángel Nieto stond er veel op het spel in Assen. Bij een overwinning zou hij vrijstelling van de dienstplicht krijgen om zich volledig op het racen met de Spaanse Derbi's te kunnen richten. Waarschijnlijk kreeg hij zijn vrijstelling toch, want zowel in 1969 als in 1970 nam hij aan alle GP's deel.